# Vinitchani
Vinitchani (en macédonien : Виничани (Viničani)) est un village du centre de la Macédoine du Nord, situé dans la municipalité de Gradsko. Le village comptait 569 habitants en 2002.

## Démographie
Lors du recensement de 2002, le village comptait :
- Macédoniens : 487
- Bosniaques : 58
- Turcs : 22
- Serbes : 1
- Autres : 1